# Maria Ågren (historiker)
Maria Christina Ågren född 1959 i Uppsala, är en svensk historiker, professor vid Uppsala universitet.
Ågren disputerade 1992 med Jord och gäld. Social skiktning och rättslig konflikt i södra Dalarna ca 1650-1850. Hon har sedan fortsatt forska på kvinnors äganderätt under historien, som i Domestic Secrets. Women and property in Sweden c. 1600 to 1857 samt jordägande, som i Att hävda sin rätt. Synen på jordägandet i 1600-talets Sverige, speglad i institutet urminnes hävd.